# ۱۴ شعبان
۱۴ شعبان، چهاردهمین روز از ماه شعبان در تقویم هجری قمری است.
در تقویم هجری قمری قراردادی این روز دویست و بیست و یکمین روز سال است.

## وقایع
- ۶۳۹ ق - درگذشت «موسی بن یونس» فقیه و ریاضی‌دان مسلمان
- ۸۴۲ ق - درگذشت «ابن مرزوق حفید» فقیه و ادیب مسلمان
- ۱۳۰۱ ق - تولد «میرزا مرتضی خان فرهنگ» شاعر و نویسندهٔ ایرانی